# Hants (hrabstwo)
Hants – historyczne hrabstwo (geographic county) kanadyjskiej prowincji Nowa Szkocja z ośrodkiem w Windsorze, powstałe w 1781, współcześnie jednostka podziału statystycznego (census division). Według spisu powszechnego z 2016 obszar hrabstwa to: 3051,93 km², a zamieszkiwało wówczas ten obszar 42 558 osoby.
Hrabstwo, którego nazwa została być może zapośredniczona przez nazwę amerykańskiego stanu New Hampshire i pochodzi od skróconej formy miana brytyjskiego hrabstwa Hampshire, zostało wydzielone (obejmując miasta Windsor, Newport i Falmouth wraz z okolicami) w 1781 z hrabstwa Kings.
Według spisu powszechnego z 2011 obszar hrabstwa zamieszkiwało 42 304 mieszkańców; język angielski był językiem ojczystym dla 96,5%, francuski dla 1,2% mieszkańców.